# كأس فرنسا 1957–58
كأس فرنسا 1957–58 (بالفرنسية: Coupe de France de football 1957-1958)‏ هو موسم من كأس فرنسا. أشرف على تنظيمه اتحاد فرنسا لكرة القدم، وفاز فيه ستاد ريمس.